# Žilina
Žilina  (mađ. Zsolna, njem. Sillein) je grad u sjevernoj Slovačkoj. Središte je Žilinskog kraja i  Okruga Žilina.

## Zemljopis
Žilina se nalazi na sjeveru Slovačke, 200 km od glavnog grada Bratislave. Najveći je grad na rijeci Váh na kojoj se u blizini nalaze dvije brane s umjetnim jezerima. U Vah se na prostoru grada ulijevaju rijeke Kysuca i Rajčanka. Grad se nalazi u udolini između planina. U okolici su planine Mala Fatra, Súľovské vrchy, Javorníky i Kysucká vrchovina. One su dio planinskog lanca Tatre, koje su opet dio većeg planinskog lanca Karpati koji počinju u Slovačkoj (točnije na istoku Češke), te se preko Ukrajine i Rumunjske protežu do Srbije.
Klima je umjereno-kontinentalna. Ljeta su topla, a zime hladne i snježne. Zbog položaja u dolini među planinama je temperatura nešto niža i ima dovoljno padalina.

## Povijest
Područje oko današnje Žiline je bilo naseljeno u još u kameno doba.
Slaveni su se na ovo područje naselili još u 5. stoljeću, dok se grad Žilina prvi put spominje 1208. pod imenom Terra de Selinan.
Formiranje grada je počelo oko 1300. godine dok je prema izvorima već 1312. grad postojao. Status slobodnog grada Žilina je dobila 1321. od  Karla I. Ugarski kralj Ludovik I. Anžuvinac je 1381. posebnom poveljom - (Privilegium pro Slaviša) - izjednačio prava Slovaka i Nijemaca u gradu. Slovaci su dobili i polovinu mjesta u gradskom vijeću. Huni su spalili grad 1431.
Tijekom 17. stoljeća Žilina se učvrstile kao centar zanatstva, trgovine i obrazovanja, a tijekom baroknog doba sagrađeni su brojni samostani i crkve. Tijekom revolucije 1848. slovački dobrovoljci su u Žilini dobili bitku protiv mađarskih vojnika.
Grad se naglo razvio tijekom druge polovine 19. stoljeća. Tada je izgrađena pruga od Košica do Bohumina, a 1883. je produžena i do Bratislave. Ovo je rezultiralo otvaranju novih tvornica.
Žilina je bila sjedište Vlade Slovačke. Autonomija Slovačke unutar  Čehoslovačke je objavljena u Žilini 6. listopada 1938. nedugo nakon potpisivanja  Minhenskog sporazuma.
Nakon  Drugog svjetskog rata grad doživljava preporod uz veliki ekonomski razvoj.
Danas je Žilina četvrti grad po veličini u Slovačkoj, treći najvažniji industrijski centar i sjedište sveučilišta osnovanog 1953. Od 1990. stari grad je potpuno restauriran. U istom periodu je postavljena i trolejbuska mreža. Grad je autocestom povezan s Bratislavom.

## Stanovništvo
| Godina:     | 1994.  | 2004.   | 2014.   | 2024.   |
| ----------- | ------ | ------- | ------- | ------- |
| Broj ljudi: | 86 373 | 85 268  | 81 155  | 80 257  |
| Razlika:    |        | -1,27 % | -4,82 % | -1,10 % |

| Godina:     | 2023.  | 2024.   |
| ----------- | ------ | ------- |
| Broj ljudi: | 80 634 | 80 257  |
| Razlika:    |        | -0,46 % |

Žilina je 2005. godine imala 85.425, 
- Slovaci96,9 %
- Česi 1,6 %
- Romi 0,2 %
- Ostali[6]

Prema religijskoj pripadnosti najviše je rimokatolika 74,9 %, ateista 16,7 % i luterana 3,7 %

## Znamenitosti
Središte grada je poznato po očuvanim starim zgradama potpuno obnovljenim 1990. godine. Postoje dva velika trga u centru (Mariánske námestie i Trg Andreja Hlinke) na kojima su mnoge obnovljene građevine iz stare Žiline. Značajna je crkva sv. Pavla apostola s baroknim kipom Djevice Marije. U blizini je i katedrala Presvetog Trojstva iz 1400. godine. U okolici grada je poznat dvorac Budatin.

## Šport
U gradu djeluje nogometni klub MŠK Žilina koji se natječe u prvoj ligi. U gradu djeluje i hokejaški klub MsHK Žilina koji igra u Slovačkoj Extraligi.
U Žilini je rođen Peter Sagan, peterostruki osvajač zelene majice na Tour de Franceu i pobjednik Svjetskog kupa u biciklizmu.

## Gradovi prijatelji
| - Hania, Grčka - Changchun, Kina - Corby, Engleska - Cotonou, Benin - Tula, Rusija - Dnjipro, Ukrajina - Essen, Belgija - Blagoevgrad, Bugarska | - Czechowice-Dziedzice, Poljska - Ferrara, Italija - Grodno, Bjelorusija - Kopar, Slovenija - İzmir, Turska - Kikinda, Srbija - Nanterre, Francuska - Majkop, Rusija |

## Vanjske poveznice
- Službena stranica grada
- Informacije o Žilini  Arhivirana inačica izvorne stranice od 8. kolovoza 2022. (Wayback Machine)